# Coalingite
La coalingite (simbolo IMA: Clg) è un minerale del supergruppo dell'idrotalcite appartenente alla famiglia minerale dei "nitrati e carbonati" con la composizione chimica Mg10Fe3+2(CO3)(OH)24 • 2(H2O).

## Etimologia e storia
Il minerale prende il nome dalla città di Coalinga (California, Stati Uniti), che si trova vicino alla località tipo del minerale.

## Classificazione
Nella nona edizione, utilizzata dall'Associazione Mineralogica Internazionale (IMA) fino al 2009, la coalingite è elencata nella classe "5. Carbonati (nitrati)" e nella sottoclasse "5.D Carbonati con anioni aggiuntivi, con H2O"; questa è ulteriormente suddivisa in base alla presenza di acqua cristallina e alla dimensione dei cationi coinvolti, in modo da trovare il minerale nella sezione "5.DA Con cationi di media dimensione", dove è l'unico membro del sistema nº 5.DA.55.
Tale classificazione è conservata anche nell'edizione successiva, proseguita dal database "mindat.org" e chiamata a volte Classificazione Strunz-mindat, nella quale la coalingite forma lo stesso sistema in compagnia dell'akopovaite.
Nella Sistematica dei lapis (Lapis-Systematik) di Stefan Weiß, la coalingite è elencata nella classe dei "nitrati, carbonati e borati" e nella sottoclasse dei "carbonati idrati con idrossile o alogeno"; da qui si trova nella sezione "carbonati idrati con anioni estranei" dove forma il sistema nº V/E.01 insieme a idromagnesite, widgiemoolthalite, dypingite, giorgiosite, clorartinite, artinite, indigirite e brugnatellite.
Anche nella classificazione dei minerali secondo Dana, utilizzata principalmente nel mondo anglosassone, la coalingite è elencata nella classe dei "carbonati, nitrati e borati" e da lì nella sottoclasse degli "idrati carbonati contenenti idrossile o alogeno" dove forma il sistema nº 16b.07.06 come unico membro.

## Origine e giacitura
La coalingite è stata scoperta in alterazioni superficiali di serpentiniti situate nell'area della cittadina di New Idria, attualmente una città fantasma situata nella Contea di San Benito e della Contea di Fresno: la scoperta è stata annunciata nel 1965.
La coalingite, a seconda dei siti di ritrovamento, si forma da brucite ricca di ferro nella zona di alterazione superficiale di una serpentinite (Coalinga, in California), oppure si forma (dopo la raccolta) in sottili venature nella serpentinite da un complesso ultramafico stratificato (nell'intrusione di "Muskox", in Canada). Il minerale è associato a lizardite, antigorite, crisotile, idrotalcite, piroaurite, artinite, idromagnesite, brucite, magnetite, cromite, uvarovite e calcite (nei pressi di Coalinga, in California)
In Italia il minerale è stato rinvenuto a Montjovet (Val d'Aosta); Cogoleto (Liguria); a Lanzada e Torre di Santa Maria (Lombardia).
Altri siti sono sparsi per il mondo, anche se la coalingite è nel complesso un minerale piuttosto raro. Per citarne alcuni: contea di Darling (Nuovo Galles del Sud) e nella municipalità di Waratah-Wynyard (Tasmania); a Breitenau am Hochlantsch e Sankt Margarethen bei Knittelfeld (Austria); a Ivančice (Repubblica Ceca); a Iacobeni (Romania); nelle contee di Fresno, San Francisco e San Benito (California), di Montgomery e nella contea di Lancaster (Stati Uniti).